# Alat
Alat (tur. âlet) ili oruđe su ručna sredstva za rad. Alate možemo dijeliti prema granama industrije na poljoprivredne alatke, šumarske, bravarske, električarske, rudarske, hirurške itd, ali tu se između njih teško može povući granica, jer ista alatka može da se koristi u raznim granama industrije.
Iako se termin alat lako može primeniti na mnoge stvari koje su sredstvo za postizanje cilja (npr. viljuška), strogo govoreći, predmet je alat samo ako je, osim što je konstruisan za držanje, takođe napravljen od materijala koji omogućava korisniku da na njega primenjuje različite stepene sile. Ako ponovljena upotreba istroši deo alata (poput sečiva noža), moguće je da postoji mogućnost obnove tog dela; alternativno istrošeni ili polomljeni alat mora biti zamenjen. Alat spada u taksonomsku kategoriju oruđa, i nalazi se u istom taksonomskom rangu kao instrument, pribor, uređaj ili posuđe.
Svrsishodna je podjela prema namjeni. Prema namjeni alate dijelimo na :
1. alati za stezanje, (fiksiranje), (klješta, stega...)[4][5]
2. alati za pomjerenje,
3. alati za mjerenje, (nonijus ili šubler, metar (alat), lenjir...)
4. alati za rezanje (sječenje),
5. alati za zavrtanje (odvrtanje), (odvrtka, francuski ključ...)
6. alati za kovanje i savijanje,
7. alati za držanje (pridržavanje), (hvataljke, mašice...)
8. alati za bušenje, (bušilica, rende, turpija...)
9. specijalni alati

## Istorija
Antropolozi smatraju da je upotreba alata bio važan korak u ljudskoj evoluciji. S obzirom na to da alate ekstenzivno koriste ljudi i divlje šimpanze, široko se pretpostavlja da se prva rutinska upotreba alata dogodila pre divergencije između te dve vrste. Međutim, ovi rani alati su verovatno bili napravljeni od nepostojanih materijala kao što su štapivi ili su se sastojali od nemodifikovanog kamenja koje se ne može razlikovati od drugog kamenja kao alata.
Kameni artefakti datiraju od pre oko 2,5 miliona godina. Međutim, jedna studija iz 2010. godine sugeriše da je vrsta hominina Australopithecus afarensis jela meso kasapeći leševe životinja kamenim oruđima. Ovo otkriće pomera najraniju poznatu upotrebu kamenog oruđa među homininima na pre oko 3,4 miliona godina.
Do nedavno je oružje pronađeno u iskopinama bilo jedino oruđe „ranog čoveka” koje je proučavano i kome je pridavana važnost. Sada je više alata prepoznato kao kulturno i istorijski relevantno. Pored lova, za druge aktivnosti potrebni su i alati kao što su oni za pripremanje hrane, „... orašanje, obradu kože, žetvu i obradu drveta ...” U ovu grupu su uključeni i „alati od ljuskastog kamena”.
Alati su najvažniji predmeti koje su drevni ljudi koristili da se uspnu na vrh lanca ishrane; unapređivanjem alata, oni su mogli da ostvare zadatke koji prevazilaze mogućnosti ljudskog tela, kao što je koplje ili luk i strela za ubijanje plena, jer njihovi zubi nisu bili dovoljno oštri da probiju kožu mnogih životinja. „Čovek lovac” kao katalizator promene hominina je doveden u pitanje. Na osnovu tragova na kostima na arheološkim nalazištima, sada je očiglednije da su praljudi lešinarili ulove drugih predator, umesto da ubijaju svoju hranu.
Mehanički uređaji doživeli su veliku ekspanziju svoje upotrebe u drevnoj Grčkoj i drevnom Rimu sistematskim korišćenjem novih izvora energije, posebno vodenih točkova. Njihova upotreba proširila se tokom mračnog doba dodavanjem vetrenjača.
Mašinski alati izazvali su nagli porast u proizvodnji novih alata tokom industrijske revolucije. Zagovornici nanotehnologije očekuju nastanak sličnog talasa sa umanjenjem alata do mikroskopske veličine.

## Literatura
- Paul, Akshoy; Roy, Pijush; Mukherjee, Sanchayan (2005), Mechanical sciences: engineering mechanics and strength of materials, Prentice Hall of India, ISBN 81-203-2611-3.
- Asimov, Isaac (1988), Understanding Physics, New York City: Barnes & Noble, ISBN 0-88029-251-2.
- Anderson, William Ballantyne (1914). Physics for Technical Students: Mechanics and Heat. New York City: McGraw Hill. Приступљено 2008-05-11.
- Archibugi, Daniele, and Mario Planta (1996). „Measuring technological change through patents and innovation surveys”. Technovation. 16 (9): 451—519. doi:10.1016/0166-4972(96)00031-4..
- Brush, S.G. (1988). The History of Modern Science: A Guide to the Second Scientific Revolution 1800–1950. Ames: Iowa State University Press.
- Bunch, Bryan and Hellemans, Alexander, (1993) The Timetables of Technology, New York, Simon & Schuster.
- Castro, J. Justin (2020). „History of technology in nineteenth and twentieth century Latin America”. History Compass. 18 (3). S2CID 212813609. doi:10.1111/hic3.12609.
- Derry, Thomas Kingston and Williams, Trevor I., (1993) A Short History of Technology: From the Earliest Times to A.D. 1900  New York: Dover Publications.
- Greenwood, Jeremy (1997) The Third Industrial Revolution: Technology, Productivity and Income Inequality AEI Press.
- Kranzberg, Melvin and Pursell, Carroll W. Jr., eds. (1967) Technology in Western Civilization: Technology in the Twentieth Century  New York: Oxford University Press.
- Landa, Manuel de, War in the Age of Intelligent Machines, 2001.
- McNeil, Ian (1990). An Encyclopedia of the History of Technology. London: Routledge. ISBN 978-0-415-14792-7.
- Olby, R.C. et al., eds. (1996). Companion to the History of Modern Science. New York, Routledge.
- Pacey, Arnold, (1974, 2ed 1994), The Maze of Ingenuity, The MIT Press, Cambridge, Mass,
- Singer, C., Holmyard, E.J., Hall, A.R. and Williams, T.I. (eds.), (1954–59 and 1978) A History of Technology, 7 vols., Oxford, Clarendon Press. (Vols 6 and 7, 1978, ed. T. I. Williams)
- Wilson, George (1855). What is Technology?: an inaugural lecture delivered in the University of Edinburgh on November 7, 1855 (1 изд.). Edinburgh: Sutherland and Knox.
- Heinzelin, Jean de; Clark, JD; White, T; Hart, W; Renne, P; Woldegabriel, G; Beyene, Y; Vrba, E (април 1999). „Environment and Behavior of 2.5-Million-Year-Old Bouri Hominids”. Science. 284 (5414): 625—629. Bibcode:1999Sci...284..625D. PMID 10213682. doi:10.1126/science.284.5414.625.
- Plummer, Thomas (2004). „Flaked Stones and Old Bones: Biological and Cultural Evolution at the Dawn of Technology”. American Journal of Physical Anthropology. Yearbook of Physical Anthropology. Suppl 39 (47): 118—64. PMID 15605391. doi:10.1002/ajpa.20157.
- Haviland, William A. (2004). Cultural Anthropology: The Human Challenge. The Thomson Corporation. ISBN 978-0-534-62487-3.
- Tóth, Zsuzsanna (2012). „The First Neolithic Sites in Central/South-East European Transect, Volume III: The Körös Culture in Eastern Hungary”.  Ур.: Anders, Alexandra; Siklósi, Zsuzsanna. Bone, Antler, and Tusk tools of the Early Neolithic Körös Culture. Oxford: BAR International Series 2334.
- Paine, Lincoln (2013). The Sea and Civilization: A Maritime History of the World. New York: Random House, LLC.
- Moorey, Peter Roger Stuart (1999). Ancient Mesopotamian Materials and Industries: The Archaeological Evidence. Eisenbrauns. ISBN 9781575060422.
- D.T. Potts (2012). A Companion to the Archaeology of the Ancient Near East. стр. 285.
- Attema, P. A. J.; Los-Weijns, Ma; Pers, N. D. Maring-Van der (децембар 2006). „Bronocice, Flintbek, Uruk, JEbel Aruda and Arslantepe: The Earliest Evidence Of Wheeled Vehicles In Europe And The Near East”. Palaeohistoria. University of Groningen. 47/48: 10—28 (11).
- Paipetis, S. A.; Ceccarelli, Marco (2010). The Genius of Archimedes -- 23 Centuries of Influence on Mathematics, Science and Engineering: Proceedings of an International Conference held at Syracuse, Italy, June 8-10, 2010. Springer Science & Business Media. стр. 416. ISBN 9789048190911.
- Faiella, Graham (2006). The Technology of Mesopotamia. The Rosen Publishing Group. стр. 27. ISBN 9781404205604.
- Moorey, Peter Roger Stuart (1999). Ancient Mesopotamian Materials and Industries: The Archaeological Evidence. Eisenbrauns. стр. 4. ISBN 9781575060422.
- Woods, Michael; Mary B. Woods (2000). Ancient Machines: From Wedges to Waterwheels. USA: Twenty-First Century Books. стр. 58. ISBN 0-8225-2994-7.
- Selin, Helaine (2013). Encyclopaedia of the History of Science, Technology, and Medicine in Non-Westen Cultures. Springer Science & Business Media. стр. 282. ISBN 9789401714167.
- Wood, Michael (2000). Ancient Machines: From Grunts to Graffiti. Minneapolis, MN: Runestone Press. стр. 35, 36. ISBN 0-8225-2996-3.

## Spoljašnje veze
- Selection of tool diameter by New Caledonian crows Corvus moneduloides